# Bingerville
Bingerville är en stad i södra Elfenbenskusten, belägen strax öster om Abidjan. Folkmängden uppgår till cirka 65 000 invånare. Bingerville var fram till 1934 franska Elfenbenskustens huvudstad.